# Валенки
Валенки са традиционни руски зимни обувки. Не са водоустойчиви и често се носят с галоши. През втората половина на 20 век валенките губят своята привлекателност в градовете, поради асоциацията си със селския тоалет.

## Описание
Валенките са топли филцови високи ботуши, направени от сушена овча вълна; обикновено са твърди
Валенките обикновено се носят за разходки по сух сняг, когато времето е мразовито. Износват се най-бързо от дъното и много често са подменяни с кожа или друг устойчив материал. Традиционно валенките се предлагат в кафяво, черно, сиво и бяло, но последните няколко години потребителите успяват да поръчат тези ботуши в най-различни цветове (червено, синьо, лилаво, зелено, жълто, оранжево).
Валенките са включени в стандарта за снабдяване на офицерите и редиците на вътрешната военна служба на руската армия с топли дрехи и екипировка.
Ботушите се появяват в началото на 18 век, но придобиват широко разпространение едва през първата половина на 19 век, когато започват да се произвеждат по индустриални методи. Преди това те биват доста скъпи и само заможни хора могат да си позволят да ги имат.
Днес валенките се свързват с традиционния селски стил на обличане; в градовете те обикновено се носят от малки деца или в силен студ, когато другите обувки не предпазват.
Преди революцията производството на валенки е съсредоточено в уезда Семьонов в Нижегородската губерния.